# 羊曲十八档遗址
羊曲十八档遗址，位于中国青海省兴海县河卡乡羊曲村，为第四批青海省文物保护单位，公布日期为1986年5月27日，类型为古遗址。
羊曲十八档遗址的历史年代为马家窑类型。